# Dolný Badín
Dolný Badín je obec na Slovensku v okrese Krupina. Žije zde 250 obyvatel.
První písemná zmínka o obci pochází z roku 1135. V obci se nachází jednolodní původně gotický římskokatolický kostel svatého Michaela archanděla s barokní kazatelnou z roku 1754.